# Ronde van Lombardije 1907
De Ronde van Lombardije 1907 was de 3e editie van deze eendaagse Italiaanse wielerwedstrijd, en werd verreden op 3 november 1907. Het parcours leidde van Milaan naar Milaan en ging over een afstand van 210 kilometer. De wedstrijd werd gewonnen door Gustave Garrigou.

## Uitslag
| Ronde van Lombardije 1907 |                     |                |          |
| Plaats                    | Naam                | Ploeg          | Tijd     |
| Winnaar                   | Gustave Garrigou    | Peugeot-Wolber | 7u53'41" |
| 2                         | Ernesto Azzini      | Atena          | +12'23"  |
| 3                         | Luigi Ganna         | Turkheimer     | +18'49"  |
| 4                         | Felice Galazzi      |                | +24'30"  |
| 5                         | Andrea Massironi    |                | +29'25"  |
| 6                         | Henri Rheinwald     |                | +42'16"  |
| 7                         | Ernesto Ferrari     |                | z.t.     |
| 8                         | Ferrucio Mirancelli |                | +42'17"  |
| 9                         | Mario Gaioni        |                | +55'19"  |
| 10                        | Attilio Alberti     |                | +55'39"  |

1905 · 1906 · 1907 · 1908 · 1909 · 1910 · 1911 · 1912 · 1913 · 1914 · 1915 · 1916 · 1917 · 1918 · 1919 · 1920 · 1921 · 1922 · 1923 · 1924 · 1925 · 1926 · 1927 · 1928 · 1929 · 1930 · 1931 · 1932 · 1933 · 1934 · 1935 · 1936 · 1937 · 1938 · 1939 · 1940 · 1941 · 1942 · 1943 · 1944 · 1945 · 1946 · 1947 · 1948 · 1949 · 1950 · 1951 · 1952 · 1953 · 1954 · 1955 · 1956 · 1957 · 1958 · 1959 · 1960 · 1961 · 1962 · 1963 · 1964 · 1965 · 1966 · 1967 · 1968 · 1969 · 1970 · 1971 · 1972 · 1973 · 1974 · 1975 · 1976 · 1977 · 1978 · 1979 · 1980 · 1981 · 1982 · 1983 · 1984 · 1985 · 1986 · 1987 · 1988 · 1989 · 1990 · 1991 · 1992 · 1993 · 1994 · 1995 · 1996 · 1997 · 1998 · 1999 · 2000 · 2001 · 2002 · 2003 · 2004 · 2005 · 2006 · 2007 · 2008 · 2009 · 2010 · 2011 · 2012 · 2013 · 2014 · 2015 · 2016 · 2017 · 2018 · 2019 · 2020 · 2021 · 2022 · 2023 · 2024 · 2025